# Obléhání Kutné Hory (1304 a 1307)
Obléhání Kutné Hory v letech 1304 a 1307 spočívalo ve dvou obléhacích pokusech vojska Albrechta I. Habsburského dobýt Kutnou Horu pod kontrolou české královské posádky pod velením Jindřicha z Lipé a Jana z Vartenberka, na podzim roku 1304, posléze pak od léta do konce září 1307 v rámci pokusu Habsburků ovládnout český trůn. Navzdory mnohonásobné přesile útočníků nebylo ani v jedno z obléhání úspěšné, město se nepodařilo dobýt a invazní vojska se tak následně stáhla zpět na domovské území.
První obléhací pokus vstoupil pak do historie prvenstvím záznamu o de facto použití chemických zbraní v českých zemích, když zdejší havíři otrávili řeku Vrchlici, která představovala vodní zdroj pro říšské vojsko.

## Pozadí
Pozice Václava III. (Ladislava V.) na uherském trůně byla nejistá již od jeho zvolení roku 1301. Výrazně proti němu vystupoval především Karel I. Robert z Anjou, který proti němu zahájil vojenské akce. Politické slabosti uherského krále a slábnoucí pozice českého krále a Václavova otce Václava II., již těžce nemocného tuberkulózou, navíc hodlal využít Albrecht I. Habsburský, jehož rod dlouhodobě usiloval o český i uherský trůn. Poté, co se proti Václavovi III. zformovala koalice Anjouovců, nového papeže Benedikta XI. a Habsburků, reprezentovaná pak především Albrechtem Habsburským, vyrazil ještě na jaře 1304 Václav II., tou dobou již v čele vojska do Uher na pomoc svému synovi.
Vojsko táhlo přes pozdější západní Slovensko a zamířilo k Ostřihomi, kterou vydrancovala. Oba Přemyslovci se pak setkali v červnu na poli Rákuš před Budínem. Potřít přívržence Anjouovců se však nedařilo a Karel Robert se stále vyhýbal přímému střetnutí. Mezitím pronikly jednotky rakouského vévody Rudolfa Habsburského a bývalého spojence Přemyslovců Matouše Čáka Trenčanského, ovládající rozsáhlou oblast především v oblasti řeky Váh v Horních Uhrách, na jižní Moravu. Václav II. se proto s armádou musel okamžitě dostavit do Čech a opustil Uhry. Vzal sebou i Václava III., protože ho zde nemohl nechat bez vojenské podpory. Správu země svěřil oddanému přívrženci Přemyslovců v Uhrách Ivanu Kyseckému. Při návratu pak české vojsko svedlo v létě 1304 dílčí bitvu u Senice s Čákovými oddíly.

## Obléhání
O střetu obou vojsk se zmiňují některé soudobé prameny, z nichž byla informace o bitvě převzata mj. historiky v 19. století, jako František Palacký či Karel Vladislav Zap.

### První obléhací pokus
Říšská vojska, doplněná německými a uherskými spojenci, vstoupila do Českého království ze dvou směrů teprve v říjnu 1304. Z Dolních Rakous přes Moravu vytáhli vévoda Rudolf Rakouský a Karel Robert s asi 50 000 muži, včetně několika tisíc bojovníků z kmene Kumánů, z Bavorska pak přes Řezno a Linec doputovala na jih Čech armáda císaře Albrechta s přítomností arcibiskupa Salcburského, biskupů Frisinského, Řezenského, Pasovského, Augsburského, Špýrského a Wurzburského, dále obou bavorských vévodů Oty a Rudolfa, několika hrabat a množství rytířův, nejvíce švábských, však počet všech jeho bojovníkův se neudává. V koordinaci s nimi napadl české pozice ve Slezsku Vladislav I. Lokýtek, který se tak zmocnil několika hradů. Obě skupiny říšských vojsk se následně spojily poblíž Českých Budějovic a pokračovaly na sever do středních Čech, za intenzivního plenění a pustošení krajiny. Po celou dobu se římský král pokoušel dosáhnout velké rozhodující bitvy, ovšem Václav rozdělil svá vojska do menších mobilnějších celků majících za úkol oslabování nepřítele, jenž v nepřátelském a málo osídleném prostředí trpěl stálým nedostatkem proviantu.
Cílem dalšího útoku se pak měla stát Kutná Hora se svými stříbrnými doly, zásadními pro českou středověkou ekonomiku. Albrecht tak rozhodl město dobýt a stříbrných zásob se zmocnit, říčka Vrchlice byla pak vhodným vodním zdrojem pro vojáky a koně. Město bylo zformováno až za vlády Václava II., tedy teprve nedávno, a bylo velmi lidnaté (několik tisíc obyvatel), zároveň však postrádalo řádnou zděnou fortifikaci a bylo provizorně opevněno hlavně okopy, dřevěnými věžemi a palisádami. Velením nad městem byli pověřeni královi blízcí, Jindřich z Lipé a Jan z Vartenberka, na straně českého krále pak stála také velká většina převážně německých obyvatel města, velitelé tak mohli počítat s početnou městskou posádkou. Albrechtova vojska přitáhla ke Kutné Hoře 18. října 1304, město ze všech stran oblehla a vyplenila širé okolí, včetně blízkého sedleckého kláštera.
Ani přes mnohonásobnou převahu a patrně též použití obléhací techniky se však říšským vojskům nepodařilo brány města prolomit. Ve vojsku útočníků se navíc začala masivně šířit úplavice, vyvolaná otravou potoka protékajícího městem. Záznamy hovoří o tom, že byla voda kutnohorskými havíři záměrně otrávena fekáliemi, hnojem či struskou vznikající při opracování stříbra. Tomu mělo podlehnout až několik tisíc obléhatelů. Nad Albrechtovými vojsky navíc viselo nebezpečí nadcházející zimy, tenčících se zásob a zprávách o českém vojsku shromažďujícím se v okolí Nymburka, s podporou braniborských knížat Heřmana a Oty řečeného Se šípem dále braniborských markrabat a hraběte Ruprechta Nasavského. Úspěšné útočné a diverzní akce prováděli také někteří lokální šlechtici, z nichž je připomínán především Dětoch z Hořepníka. Snad ještě před začátkem zimy se obléhací vojsko vydalo ke spěšnému ústupu směrem do Rakous, pronásledováno českým vojskem i kutnohorskými oddíly Jindřicha z Lipé a Jana z Vartenberka, což způsobilo, že přesun říšské armády za hranice tak z původních pěti týdnů tažení ke Kutné Hoře byl minimalizován na osm dní.

### Druhý obléhací pokus
Odveta Václava II. nepřišla, protože u něj vypukla plicní nemoc (tuberkulóza) a v roce 1305 zemřel. Brzy po Václavově smrti došlo k dohodě mezi Albrechtem a novým českým králem Václavem III. Jediným jeho ziskem se stalo Chebsko, které se vrátilo k Říši jako bývalá zástava, za podmínky zachování všech majetků, které zde čeští králové získali. Naopak Albrecht potvrdil českým králům vládu v Polsku. Když český král Václav III. byl po své nedlouhé vládě v roce 1306 v Olomouci zavražděn, Albrecht po jeho smrti české země prohlásil za odumřelé léno a udělil je svému synovi Rudolfovi III. (bez ohledu na právo české šlechty zvolit si sami krále). Po Rudolfově brzké smrti na nemoc během obléhání Horažďovic v roce 1307 se Habsburkové znovu snažili o získání českých zemí, kterým nyní vládl Jindřich Korutanský.
Výsledkem těchto snah bylo tažení do Čech v létě 1307, při němž došlo nejprve k obležení Kolína, poté pak opětovně Kutné Hory Albrechtovým vojskem. Obraně hornického sídla opět veleli Jindřich z Lipé a Jan z Vartenberka, kteří se již však nemohli opřít o podporu některých kutnohorských Němců, kteří uznávali Albrechtovu autoritu. I tentokrát byla snaha obránců úspěšná. Existují záznamy o použití válečného stroje rakouským vojskem, který byl schopen metat zápalné střely (pravděpodobně šlo o katapult). Již koncem září toho roku bylo však habsburské vojsko nuceno kvůli nedostatku zásob a píce z Čech opětovně odejít.

## Hodnocení bitvy
Dvojnásobné uhájení Kutné Hory znamenalo výrazný český vojenský úspěch a potvrzení autority českých králů podporovaných domácí šlechtou. Na jaro 1308 plánoval Albrecht s podporou části moravské šlechty další invazi do Českého království, ale tato snaha skončila Albrechtovou násilnou smrtí 1. května 1308, kdy byl zavražděn svým synovcem Janem (Parricidou). Politický chaos byl pak částečně uklidněn zvolením Jana Lucemburského českým králem roku 1310, poté, co se oženil s Eliškou Přemyslovnou.
Kutná Hora pak zdárně pokračovala ve svém ekonomickém i stavebním rozvoji. Roku 1318 byla povýšena na královské město a dostala různá privilegia, následně byla pak zesílena fortifikace města.